# Idruro di litio
L'idruro di litio è un composto chimico binario formato dal litio, il primo dei metalli alcalini, con l'idrogeno, avente formula LiH. Appartiene alla classe di idruri metallici di tipo salino (salt-like): ha composizione stechiometrica ben definita e può essere ottenuto in forma di cristalli cubici, trasparenti e incolori (o polvere microcristallina), aventi lo stesso reticolo cubico del cloruro di sodio. Tuttavia, i campioni in commercio assumono un aspetto pulverulento e un colore grigiastro, dovuto alla presenza di impurezza di litio metallico.
L'idruro di litio si può ottenere direttamente dalla reazione del litio con l'idrogeno sopra i 400 °C. Con una massa molecolare di solo 7,95 u, è il composto di tipo salino più leggero che esista.
Da un punto di vista di «chimica descrittiva» può essere definito come il sale di litio dell'idracido (debolissimo) H–H (H2).

## Caratteristiche
Allo stato solido l'idruro di litio è un composto esotermico, termodinamicamente stabile, ΔHƒ° = -90,63 kJ/mol, e così pure allo stato liquido, sebbene un po' meno (-77,71 kJ/mol); in fase gassosa, invece, risulta endotermico (+140,62 kJ/mol).
LiH ha un punto di fusione relativamente elevato, 688 °C, il che è una caratteristica dei solidi non molecolari. La sua densità è pari a 0,775 g/cm³. Ha una capacità termica di 29,73 J/(mol×K), con conducibilità termica che varia a seconda della composizione e pressione [da almeno 10 fino a 5 W/(m×K) a 400 K] e diminuisce con la temperatura.

## Sintesi
Quando il litio metallico viene posto in atmosfera di idrogeno e sufficientemente riscaldato, anche a pressione ambiente e senza catalizzatori, esso reagisce formando il suo idruro LiH:
{\displaystyle {\ce {2 Li + H2 -> 2 LiH}}}
Affinché la reazione abbia una velocità apprezzabile occorre però arrivare a temperature di almeno 400 °C.
Tuttavia, agendo sulla pressione, si è trovato che la sintesi può anche avvenire anche temperatura ambiente: 300 K e idrogeno a 500 bar.
Con l'uso di catalizzatori si può evitare l'aumento di pressione: il litio metallico in presenza di naftalene (o anche metil- e dimetilnaftaleni) in quantità catalitica in soluzione di tetraidrofurano e con tetracloruro di titanio, anch'esso in quantità catalitica, reagisce con l'idrogeno a pressione atmosferica e forma l'idruro; la reazione va a completamento in circa 5 o 6 ore a temperature comprese tra 25 °C e 40 °C.

## Struttura e proprietà

### fase condensata
L'idruro di litio è il più stabile tra gli idruri dei metalli alcalini e l'unico a poter giungere fino al punto di fusione (688 °C) senza prima decomporsi. Allo stato fuso conduce la corrente elettrica e in una cella elettrolitica, al passaggio di corrente, viene depositato litio metallico al catodo e si sviluppa idrogeno molecolare all'anodo.
Allo stato solido LiH forma cristalli incolori aventi reticolo cubico a facce centrate. In esso ogni atomo di litio è circondato da 6 atomi di idrogeno posti ai vertici di un ottaedro, e viceversa per ogni atomo di idrogeno, circondato da sei atomi di litio; la costante reticolare è a(LiH) = 408,4 pm, che rappresenta anche la dimensione della cella, per cui la distanza tra l'atomo di litio e quello di idrogeno è la metà, cioè r(Li–H)cristallo = 204,2 pm.
Il reticolo di LiH è lo stesso di quello del fluoruro di litio LiF e le loro celle elementari hanno dimensioni quasi uguali, quella di LiF è appena inferiore: a(LiF) = 402,7 pm; in tal modo, i confronti di alcune proprietà, simili o diverse, possono quindi essere significativi.
Mentre LiF, con un band gap diretto di 14,2 eV, è uno tra i migliori materiali isolanti, LiH risulta essere un semiconduttore con band gap previsto in 3,0 eV di tipo diretto; un valore misurato risulta di 4,4 eV, un altro 4,9 eV.
L'idruro di litio cristallino ha un indice di rifrazione di 1,9847, decisamente più alto di quello del LiF(1,39126), ed anche la costante dielettrica relativa è maggiore: εr = 12,0 (εr = 9 per LiF).
L'importante tematica dell'immagazzinamento dell'idrogeno e della sua possibile conversione allo stato metallico, nella quale l'idruro di litio è stato spesso menzionato come possibile mezzo o catalizzatore, ha portato a volte a qualche comunicazione di previsioni favorevoli che poi non si sono rivelate molto promettenti. Ad esempio, una riguardante fasi metalliche ad alte pressioni del tipo LiH2, LiH6 e LiH8 come più stabili di LiH+H2 oltre i 100 GPa o la previsione di stabilità di una fase LiH16 al di sotto dei 100 GPa. Si è trovato sperimentalmente che miscele di Li e H2 fino a 160 MPa, indagate con diffrazione dei raggi X e spettroscopia Raman, hanno mostrato l'esclusiva formazione di LiH.

### fase gassosa
Il vapore dell'idruro di litio è costituito da singole molecole Li–H (simmetria C∞v,) molto polari. L'atomo di litio ha un solo elettrone esterno (2s1) che può condividere con quello dell'atomo di idrogeno (1s1), formando un legame covalente semplice; dalla parziale sovrapposizione dei 2 orbitali s si ottengono 2 orbitali molecolari: uno legante di tipo σ (sigma), in cui si collocano i due elettroni (coppia di legame), e uno antilegante (σ*), che rimane vuoto; l'ordine di legame è quindi 1. Il livello energetico dell'orbitale legante ha energia minore di quella dell'orbitale 2s di Li, ma anche un po' minore di quella di 1s di H, ed è quindi più simile energeticamente a quest'ultimo; questo comporta uno spostamento della densità elettronica verso l'atomo di H, che in tal modo prende una parziale carica negativa, risultando così più elettronegativo di Li.
Sperimentalmente si trova che la distanza di legame, ricavata da spettroscopia roto-vibrazionale, è r(Li–H) = 159,49 pm, un valore intermedio tra quella in Li2 (dilitio, D∞h, 267,3 pm) e quella in H2 (diidrogeno, D∞h, 74,14 pm), ma parecchio minore della distanza tra Li e H nel cristallo (204,2 pm).
Inoltre, tale distanza è molto minore della somma dei raggi ionici efficaci di Li+  e H– (76 pm e139,9 pm), cioè 215,9 pm (>> 159,49 pm), ma è invece molto vicina alla somma dei raggi covalenti di Li e H (128 pm e 31 pm), cioè 159 pm.
Questo tende ad escludere una natura prettamente ionica (Li+H–) per la molecola LiH in fase gassosa. Tuttavia, la molecola stessa è fortemente polare, il suo momento di dipolo osservato è μ = 5,88 D. In casi come questo sembra ragionevole concepire la molecola, in termini di teoria del legame di valenza, come un ibrido di risonanza:
[ Li+H–  ↔  Li–H ]   (risonanza ionico-covalente)
e considerare questo idruro come avente un carattere ionico non eccessivo.

## Reattività
L'idruro di litio è un solido infiammabile, e reagisce violentemente con sostanze ossidanti. Reagisce molto vigorosamente con l'acqua formando una soluzione di idrossido di litio (corrosivo)  con svolgimento di idrogeno gassoso:
{\displaystyle {\ce {LiH + H2O -> LiOH + H2}}}
Scrivendo la reazione in forma ionica, anche se in questo caso ciò è un'approssimazione solo parzialmente giustificata per LiH, permette di evidenziare meglio la natura acido-base di questa reazione:
H – + H-OH   →   H2 + OH –
Lo ione idruro, base molto forte, reagendo con l'acido molto debole acqua, toglie ad essa un H+ per dare il suo acido coniugato H2 e la base meno forte OH–, cioè la base coniugata dell'acqua. Riesce a reagire anche, seppure molto lentamente, con l'idrossido di litio strappandogli un H+:
LiH + LiOH   →   Li2O + H2 ↑
Reagisce anche con sostanze protiche molto meno acide dell'acqua: con l'ammoniaca, ad esempio, reagisce in maniera simile, ma non violentemente, per dare l'ammoniuro di litio, essenzialmente ionico e base molto più forte di LiOH:
LiH + NH3   →   Li+NH2− + H2 ↑
Altrettanto fa con ammine primarie e secondarie: con la diisopropilammina dà il corrispondente sale di litio (litio diisopropilammide, LDA); questo è una base ugualmente forte, ma con il vantaggio sull'ammoniuro di non essere nucleofila, ed è usata in chimica organica  per deprotonare efficacemente acidi molto deboli come gli enoli di aldeidi, chetoni ed esteri:
LiH + (i-C3H7)2NH   →   (i-C3H7)2N−Li+ + H2 ↑
Reagisce con il diborano per dare l'idruro complesso tetraidroborato di litio:
2 LiH + (BH3)2   →   2 LiBH4 ↑

### Chimica ionica in fase gassosa
L'energia necessaria per strappare un elettrone alla molecola Li–H permettendo il rilassamento allo stato fondamentale dello ione molecolare così ottenuto è Il potenziale di ionizzazione normale dell'idruro di litio. Esso ammonta a 7,9 ± 0,3 eV (762 ± 29 kJ/mol), che è un valore intermedio tra quello del litio (5,392 eV) e quello dell'idrogeno (13,60 eV).
L'affinità elettronica di Li–H è 0,342 ± 0,12 eV, un valore minore sia di quello di H (0,755 eV), che di quello di Li (0,617 eV).
La molecola Li–H reagisce molto esotermicamente con un protone (H+, acido di Lewis) in fase gassosa sommandolo. Viene formato un addotto cationico ciclico (LiH2)+ in cui due elettroni legano tre atomi. Questi formano un triangolo isoscele, dove il lato H-H è quello corto (la lunghezza è quasi invariata rispetto a quella di H2, appena maggiore), mentre l'atomo di litio è più distante e posto lungo la normale a tale legame, per cui la simmetria risultante è C2v:
Li–H + H+  →  (LiH2)+
La variazione di entalpia standard di questa reazione non è altro che l'affinità protonica (-ΔHr°), cioè una misura della basicità intrinseca di una molecola, e questa è pari a 1.021,7 kJ/mol per Li–H. Per confronto, il dilitio Li2 è notevolmente più basico in fase gassosa, la sua affinità protonica ammonta a 1.162 kJ/mol. Tuttavia, l'idruro di litio è di gran lunga meno basico dello ione idruro H− (1.675,3 kJ/mol) e anche di OH− (1.633,1 kJ/mol) e questo fa notare il peso della presenza di uno ione litio accanto all'idruro nella molecola Li–H.
Allo stesso addotto ciclico si può giungere anche facendo reagire una molecola di idrogeno con uno ione Li+:
H–H + Li+  →  (LiH2)+
In questo caso l'energia di interazione, che rappresenta anche l'affinità di H2 per lo ione litio (lithium cation affinity), è di circa due ordini di grandezza minore, calcolata come -ΔHr° ≈ 10,5 kJ/mol. Inoltre l'addotto ionico è solo il primo di una serie di addotti che lo ione Li+ può fare con il diidrogeno (H2): sono noti anche [Li(H2)2]+ e [Li(H2)3]+.
Analogamente, l'idruro di litio può reagire anche con uno ione Li+ e sommarlo, sebbene con reazione parecchio meno esotermica:
Li–H + Li+  →  (Li2H)+
Il valore calcolato di -ΔHr° è di circa 41, 8 kJ/mol, meno di un ventesimo che per la reazione con H+. Inoltre, l'addotto formato questa volta è lineare: (Li–H–Li)+, simmetria D∞h. La distanza Li-H è di ≈ 180 pm, ben maggiore che in Li–H (149,59 pm), dato che in (Li–H–Li)+ ci sono 2 elettroni di legame in tutto per 2 legami, invece che per un solo legame come in Li–H.

## Utilizzi
Il composto LiH ha numerosi usi;
- come essiccante;
- come precursore per la sintesi di litio alluminio idruro (LAH, acronimo di Lithium Aluminium Hydride);
- nella generazione di idrogeno;
- nell'immagazzinamento dell'idrogeno;
- come refrigerante e come schermatura nei reattori nucleari;
- nella fabbricazione di ceramica;
- come agente riducente[59] (redox).

L'idruro LiH ha il maggiore contenuto di idrogeno (in percentuale sulla massa) rispetto ad ogni altro idruro salino. Il contenuto di idrogeno nel LiH è tre volte maggiore rispetto a quello dell'idruro di sodio (NaH), anche se la sua stechiometria è identica, a causa della maggiore leggerezza dell'atomo di litio e della minore densità dei suoi composti rispetto a quelli del sodio, rendendo interessante il LiH per lo stoccaggio d'idrogeno ad uso aerospaziale. Il composto venne usato nel razzo LEX ONERA sotto forma del composto "Lithergol", un propellente ipergolico, ibrido in grani solidi per razzi, lanciato nel 1967.

## Deuteruro di litio
La reazione del litio metallico con il deuterio forma il corrispondente sale isotopomero noto come deuteruro di litio. Attualmente il combustibile preferito per la fusione nucleare esplosiva è il deuteruro di litio-6, 6Li–D, che venne impiegato nelle prime bombe termonucleari ad uso pratico (le Mark 21), e che attualmente è il più usato in quasi tutte le armi termonucleari. Nelle testate nucleari progettate dal fisico Edward Teller (note come Teller-Ulam design), l'idruro LiD viene istantaneamente compresso, riscaldato ed irradiato con neutroni generati dall'esplosione di una "piccola" bomba atomica (il primo stadio) che induce la fusione nucleare del 6Li–D. Il deuteruro di litio-6, a differenza del trizio, non è radioattivo. Bisogna ricordare, come venne scoperto con il test di esplosione nucleare noto come "Castle Bravo" (effettuato nell'atollo di Bikini nel 1954), che l'isotopo litio-7, che costituisce la maggior parte del litio naturale è anch'esso soggetto ai neutroni, quasi quanto lo è il litio-6, e può produrre una cascata di trizio e neutroni, specialmente se bombardato da neutroni veloci. Una tale proprietà del litio-7 era, all'epoca del sopraccitato test, del tutto inaspettata, tanto che, mentre ci si aspettava che Castle Bravo rilasciasse 6 megatoni di energia, l'esplosione ne rilasciò invece ben 15.

## Sicurezza
LiH è infiammabile in aria, e reagisce in maniera esplosiva con l'acqua per formare il corrosivo idrossido di litio (LiOH) con emanazione di idrogeno gassoso.